# ミミ・ガードナー・ゲイツ
メアリー・“ミミ”・ガードナー・ゲイツ（Mary "Mimi" Gardner Gates、1943年7月30日 ）は、アメリカ合衆国の美術史家であり、元シアトル美術館館長である。1996年、ビル・ゲイツの父で、その2年前に妻と死別したビル・ゲイツ・シニアと結婚した。

## キャリア
スタンフォード大学でBachelor of Arts（学士号）を取得し、フランス国立東洋言語文化学院に留学して中国語・中国文化を学んだ後、アイオワ大学で東洋・中国学のMaster of Arts（修士号）を、イェール大学で美術史学のPh.D.（博士号）を取得した。
大学卒業後、イェール大学美術館のアジア担当学芸員を経て館長を務めた。イェール大学美術館在籍中、運営費の捻出のための所蔵品の売却を推奨しないという美術館館長協会(AAMD)のガイドラインの策定に貢献し、美術館の所蔵品は「公共の信託」であるという見解を述べた。また、アメリカと中国の担当者に働きかけ、考古学関連以外の文化財の輸出に関するユネスコの規則にアメリカの美術館が拘束されないようにした。
1994年にシアトル美術館館長に就任し、2009年までの在任期間に2500点以上の作品を同館の所蔵品に加えた。その中には、アジアの多くの美術品や、ヴァン・ダイク、アルバート・ビアスタット、リチャード・セラ、アレクサンダー・カルダーらの作品が含まれる。また、2007年にオリンピック彫刻公園を開設したが、そのためにウォーターフロント・ストリートカーの車両基地の移転が必要となり、最終的にこの路面電車は廃止されることとなった。2005年までに、同美術館の運営基金が就任時の3倍の7500万ドルを超え、この地域では初の保存修復スタジオを開設した。1999年、同美術館が所蔵するマティスの1928年の作品『オダリスク』が、フランス系ユダヤ人の美術商ポール・ローゼンバーグからナチスが略奪したものであったことが判明したと発表し、ゲイツの仲介により速やかにローゼンバーグの子孫に作品が返還された。その後、同美術館は1950年代にこの絵を美術館に販売した画廊を訴えた。ゲイツは2009年にシアトル美術館を退職した。
共著に、"Porcelain Stories: From China to Europe"（磁器の物語 : 中国からヨーロッパへ）、"Biblical Art and the Asian Imagination"（聖書の芸術とアジアの想像力）がある。
テレイザ・ハインツの古くからの友人であり、ハインツ財団が芸術・人文科学分野で優れた業績を上げた人物を表彰するハインツ賞の審査委員を務めている。